# Victor De Bruyne
Pour les articles homonymes, voir Boulanger.
Victor De Bruyne, (Hoboken, 27 août 1900-4 janvier 1999) fut un homme politique belge socialiste.
Il fut bourgmestre d'Hoboken de 1939 à 1941 et de 1944 à 1976; élu sénateur d'Anvers de 1946 à 1965.

## Sources
- Het parlement anders bekeken, Emile Toebosch